# Bassenheimer Palais

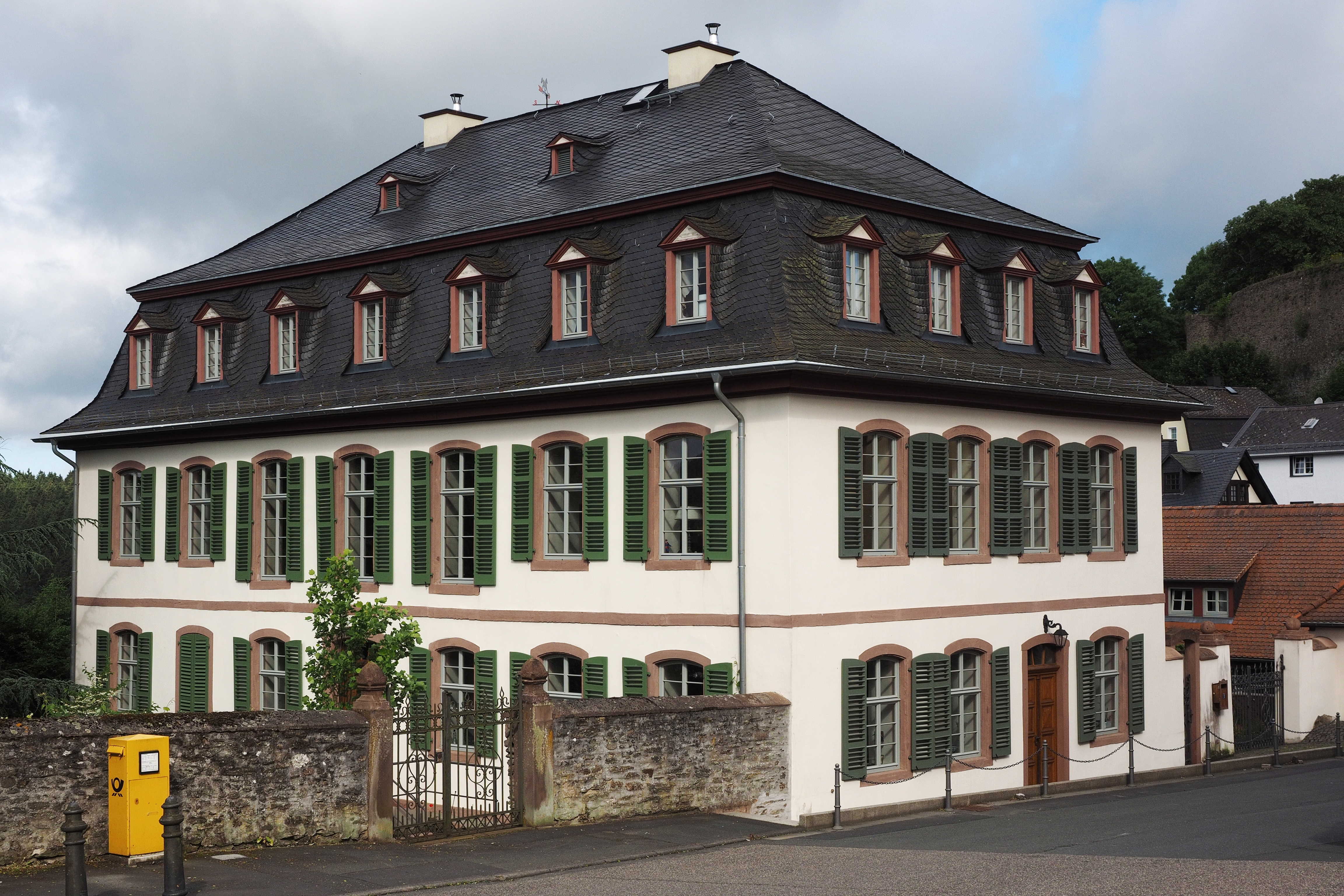
Anblick von Osten (2016)

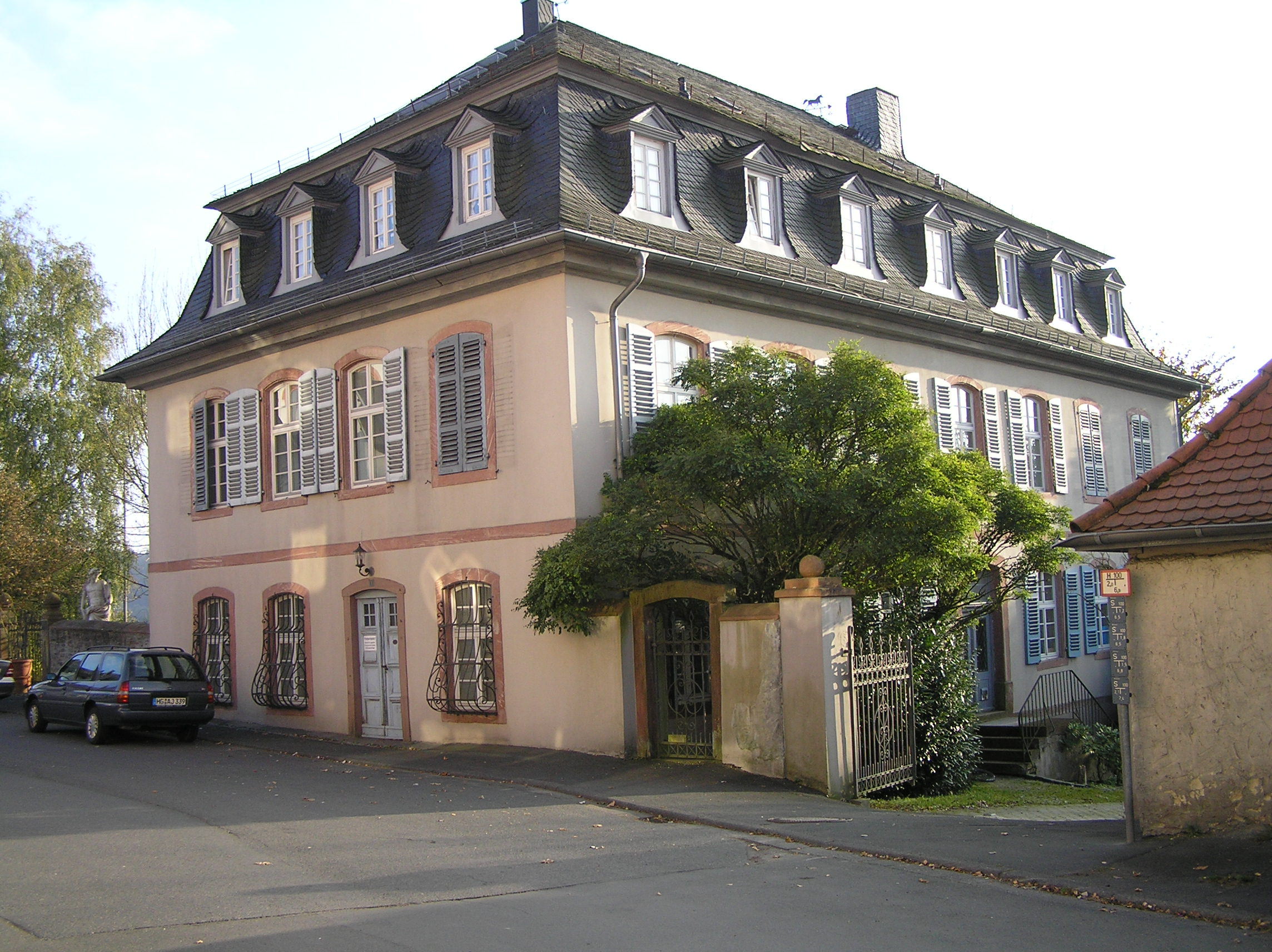
Anblick von Norden (2007)

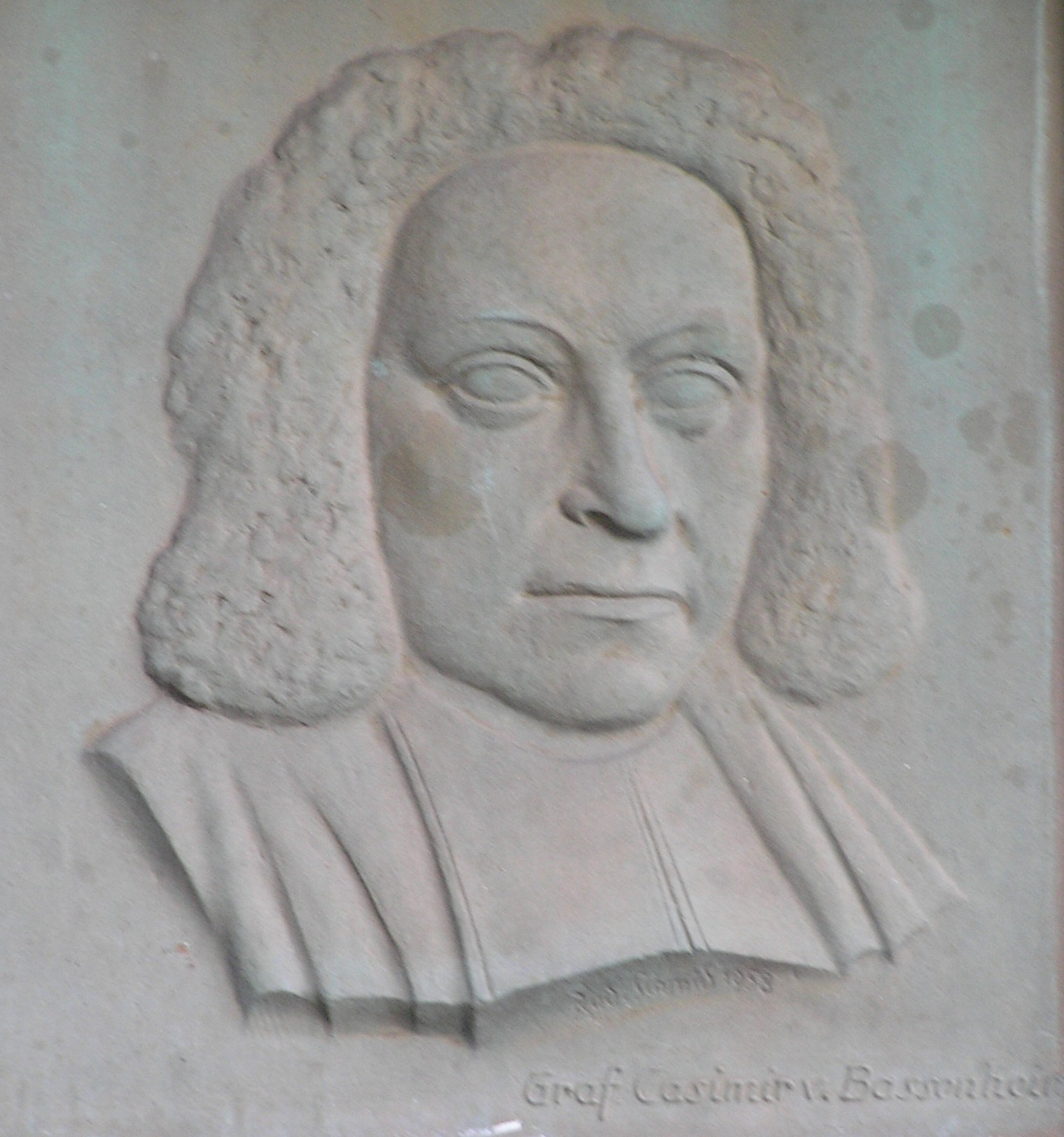
Bildnis des Bauherren Casimir Waldbott von Bassenheim (1642–1730) an der Eingangstür der St.-Gertrudis-Kapelle in Oberreifenberg.

Das Bassenheimer Palais, auch Bassenheimer Schlösschen genannt, ist ein denkmalgeschütztes ehemals herrschaftliches Gebäude in Oberreifenberg, dem größten Ortsteil der Gemeinde Schmitten im Taunus im südhessischen Hochtaunuskreis.

## Lage
Das Schlösschen befindet sich im Norden des Ortes Oberreifenberg, wenige Dutzend Meter südlich unterhalb der Burg Reifenberg, an der zur Burg führenden Schloßstraße und deren Einmündung in die nach Osten abbiegende Siegfriedstraße. Am Berghang gelegen, mit Längsrichtung Südwest nach Nordost orientiert, überblickt es den Talgrund des Ortes. Südwestlich schloss sich früher ein Schlossgarten an.

## Geschichte
Früher wurde angenommen, dass der Hofbaumeister Benedikt Burtscher in der ersten Hälfte des 18. Jahrhunderts das Palais als gräflichen Verwaltungssitz des Amtes Reifenberg im Auftrag von Graf Casimir Ferdinand Adolf Waldbott von Bassenheim errichtete.
Casimir Waldbott von Bassenheim (1642 – 6. November 1729) war Domherr zu Mainz und Trier, kaiserlicher und königlich polnischer Kämmerer, kaiserlicher Oberstleutnant des Kürassier-Regiments Metternich, Chorbischof zu St. Moritz in Tholeja zu Trier, Domscholaster und kurfürstlicher Kammerpräsident zu Mainz und Oberamtmann in Mombach. Die Adelsfamilie Waldbott von Bassenheim, 1638 Reichsfreiherren geworden, werden 1720 Reichsgrafen. Ihre Herrschaft Bassenheim wird reichsunmittelbare Herrschaft und untersteht dem Kaiser. Im Taunus besaß Casimir das Amt Kransberg und eben die Herrschaft Reifenberg, die mit dem Aussterben des Geschlechtes derer von Reifenberg 1686 an seine Familie gefallen war. Er war der Neffe des Erzbischofs von Worms Franz Emmerich Kaspar Waldbott von Bassenheim. Casimir brachte die berühmte Figur des Bassenheimer Reiters nach Bassenheim, die vom 1683 abgerissenen Lettner des Mainzer Domes stammt. Es ist zu vermuten, dass er sie durch Vermittlung seines Onkels, erhalten hatte. Mit dem Reichsdeputationshauptschluss fielen die Bassenheimer Ämter Reifenberg und Kransberg an Nassau-Usingen und in der Folge an das Herzogtum Nassau.
Neuere Untersuchungen legen die Erbauungszeit erst zwischen 1764 und 1768 als Renthof für Johann Maria Rudolf Waldbott von Bassenheim (1731–1805). Baumeister soll Johann Friedrich Sckell aus Weilburg gewesen sein.
Ab 1823 wird das Palais als Sitz der neu gebildeten standesherrlichen Oberförsterei Reifenberg genutzt.
Im Jahr 1852 oder 1854 verkaufte die Familie Waldbott von Bassenheim den Besitz an einen Privatmann. Danach als Manufaktur für „Draht- und Filetwaren“ genutzt, wurde es Anfang des 20. Jahrhunderts ein Hotel, dann zum Sitz der Hessischen Forstverwaltung. Das Anwesen ist heute wieder in Privatbesitz. Seit 2009 erfolgte eine Sanierung. Die Besitzer erhielten 2013 in Wetzlar den Hessischen Denkmalschutzpreis für die „hervorragende, behutsame und mit außerordentlichem Engagement erfolgte Sanierung“ und zusammen mit dem Architekten und den beteiligten vier Handwerkerfirmen 2014 den Zweiten Preis des Bundespreises für Handwerk in der Denkmalpflege.

## Der Bau

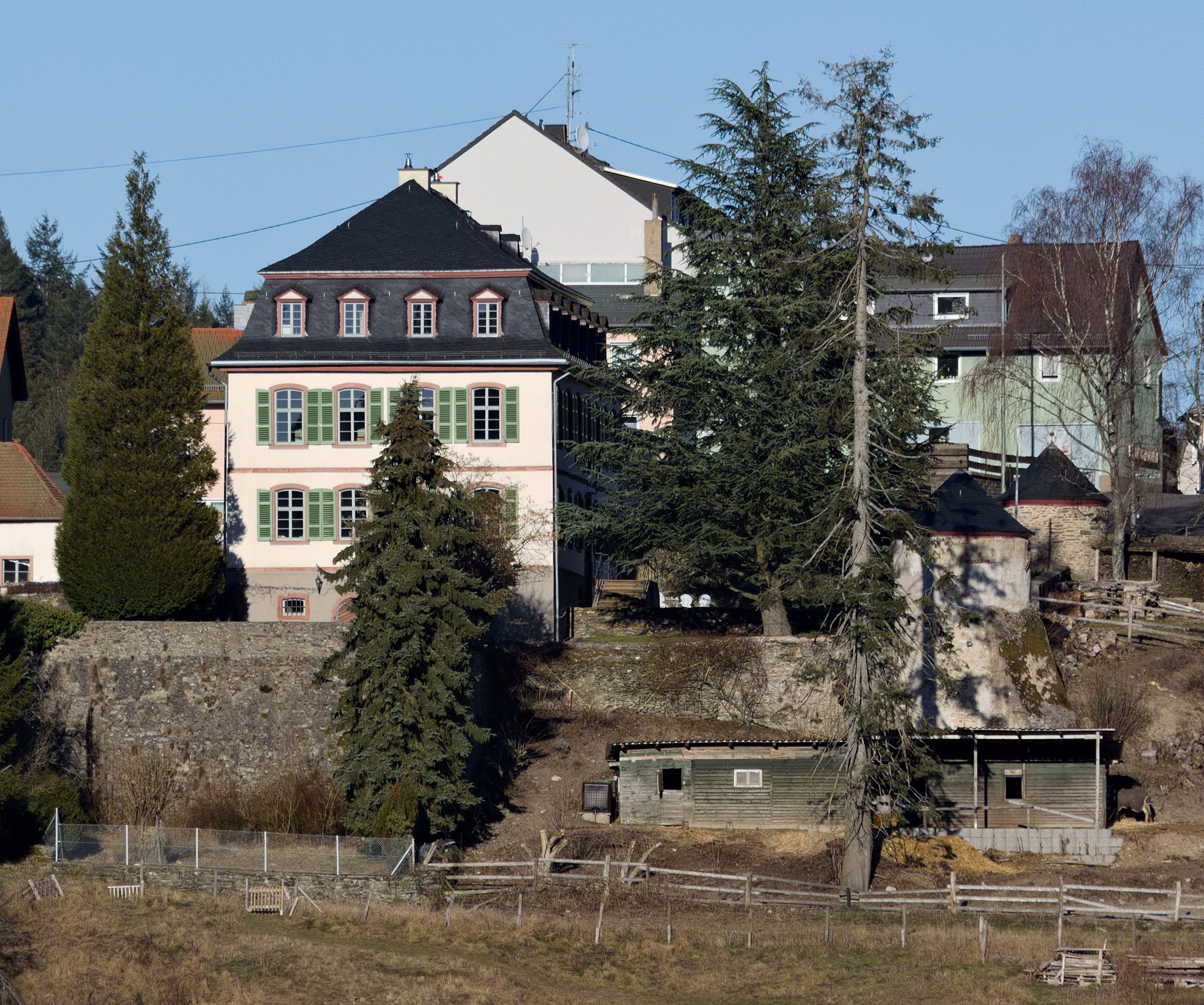
Südwestseite mit Umfassungsmauer und Aussichtspavillons (2019)

Das Palais besteht aus einem zweigeschossigen sieben- auf vierachsigen verputzen Barockbau mit schiefergedecktem Mansardwalmdach und einem eingeschossigen, ebenfalls verputzen Nebengebäude. Der Eingang zum Hauptgebäude befindet sich auf der südöstlichen Hofseite. Eine zweiläufige Treppe führt in der Mitte der Traufseite zu einem zweiflügeligen Stichbogenportal mit Oberlicht. Ein weiterer kleinerer Eingang befindet sich nordöstlich an der Schloßstraße. Hohe zweiflügelige Stichbogenfenster, gerahmt von Natursteingewänden, gliedern die Fassaden symmetrisch und sind mit Läden versehen. Ein weiteres Gestaltungselement ist das umlaufende Geschossgesims aus Naturstein. Das Gebäude hat ein hohes Mansarddach mit achsensymmetrischen Gauben im gekröpften Dachbereich. Im Sattelbereich des Daches sind zwei weitere kleinere Dachgauben eingelassen.
Die bauzeitliche Ausstattung ist weitgehend original erhalten. Hierzu gehören Türen, Vertäfelungen, Stuckarbeiten und Böden sowie eine Treppe mit Balustergeländer. Unter einem später aufgetragenen Spritzputz fanden sich im Festsaal des Obergeschosses Wandmalereien auf dem Lehmunterputz. Dargestellt sind Fresken mit Stadt- und Landschaftsmotiven Venedigs nach dem Muster Canalettos. Die Fresken im Saal im ersten Stock hat wohl nach Untersuchungen des Besitzers der in Frankfurt am Main wirkende Schweizer Maler Christian Stöcklin (1741–1795) angefertigt.
Die fast quadratische Umfassungsmauer des Grundstücks ist an der Südecke mit einem runden Türmchen mit Kegeldach geschmückt. Der dazugehörige Garten ist ein Hang mit deutlicher Neigung. Zwei kunstvolle schmiedeeiserne zweiflüglige Tore in der Umfassungsmauer nördlich und östlich des Palais zur Straße, beide mit Sandsteinsäulen und aufgesetzten Steinkugeln gekrönt, betonen die Straßenfront des Palais. Nördlich direkt am Haus ist noch ein Personendurchgang als Sandsteinportal mit ebenfalls schmiedeeiserner Tür.